# Tetsu Nagasawa
Tetsu Nagasawa (長澤徹?, Nagasawa Tetsu; Ehime, 28 maggio 1968) è un allenatore di calcio ed ex calciatore giapponese, di ruolo difensore, tecnico del Omiya Ardija.

## Carriera

### Giocatore
Ha militato nel Júbilo Iwata e nell'Honda.

### Allenatore
Ritiratosi dall'attività agonistica è divenuto dal 2012 vice allenatore di Hitoshi Morishita nel Júbilo Iwata, sostituendolo dal 5 maggio 2013 alla guida del sodalizio di Iwata. Ha guidato il Júbilo Iwata per sei incontri, quattro in J. League Division 1 e due nella Coppa Yamazaki Nabisco.
Nel 2014 diviene vice-allenatore del Fagiano Okayama, guidato da Masanaga Kageyama, subentrandogli l'anno seguente.